# Ramona Ferreira
Ramona Ferreira, född 1870, död under 1940-talet, var en paraguyansk feminist.
Hon utbildades till lärare, men anställdes 1901 som journalist. Hon blev Paraguays första kvinnliga redaktör och tidningsutgivare då hon utgav den radikala La Voz del Siglo (1902–1904). Hennes feministiska åsikter väckte stor kontrovers under samtiden.